# P/2011 W1 (PANSTARRS)
P/2011 W1 (PANSTARRS) — одна з короткоперіодичних комет родини Юпітера. Комета була відкрита 26 листопада 2011 року, коли мала 20.1m.